# Jüri Adams

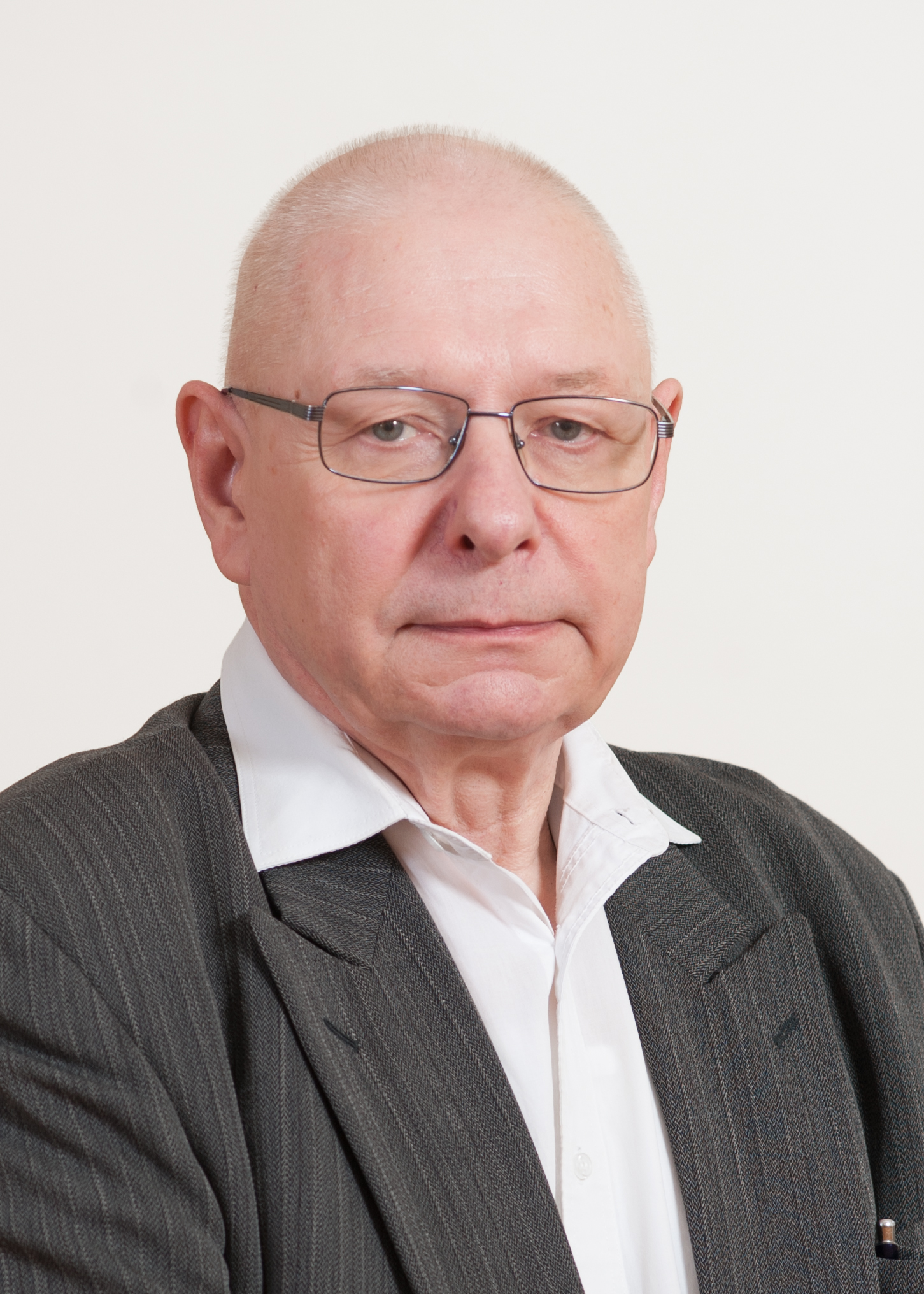
Jüri Adams (2015)

Jüri Adams (* 22. November 1947 in Tartu) ist ein ehemaliger sowjetischer Dissident und estnischer Politiker.
Von November 1994 bis April 1995 war Adams Justizminister der Republik Estland in der Regierung von Ministerpräsident Andres Tarand.

## Leben und Politik
Jüri Adams wurde als Sohn des Schriftstellers und Literaturwissenschaftlers Valmar Adams (1899–1993) im südestnischen Tartu geboren.
Er schloss 1966 die Mittelschule für Fernunterricht in Tartu ab. Anschließend studierte er zunächst an der Staatlichen Universität Moskau Mathematik, anschließend an der Staatlichen Universität Tartu Anglistik. 1982 schloss er am Technikum der Sowchose von Kaarepere eine Ausbildung als Forstwissenschaftler ab.
In der Zeit der Sowjetunion war Jüri Adams unter anderem als Lehrer und Förster beschäftigt.
Während der sowjetischen Besetzung Estlands setzte sich Jüri Adams mit (illegalen) Schriften im Untergrund für Freiheit, Demokratie und eine Wiederherstellung der staatlichen Unabhängigkeit der Republik Estland ein. Unter anderem übersetzte er das Geheime Zusatzprotokoll des Deutsch-Sowjetischen Nichtangriffspakts vom 23. August 1939, das die Republik Estland der sowjetischen Interessenssphäre zuschlug und dessen Existenz von der sowjetischen Führung geleugnet wurde, ins Estnische. 1978 gründete er die Zeitschrift Lisandusi mõtete ja uudiste vabale levikule Eestis (etwa „Ergänzungen zur freien Verbreitung von Gedanken und Nachrichten in Estland“), die bis 1987 in 25 Bänden auf Schreibmaschine getippt im Untergrund sowie in exilestnischen Kreisen im Westen erschien. Ihr Thema waren vor allem sowjetische Menschenrechtsverletzungen und Geheimprozesse gegen Dissidenten; sie beschäftigte sich darüber hinaus jenseits der offiziellen sowjetischen Zensur und Geschichtsklitterung mit der Historie der baltischen Staaten.
In der Zeit von Glasnost und Perestroika gründete Adams 1988 mit Gleichgesinnten die demokratisch-oppositionelle Partei der nationalen Unabhängigkeit Estlands (Eesti Rahvusliku Sõltumatuse Partei) und wurde deren Vize-Vorsitzender.
Von 1990 bis 1992 war Adams Mitglied und stellvertretender Vorsitzender des Estnischen Kongresses (Eesti Kongress), der am 24. Februar 1990 demokratisch gewählten Gegenbewegung zur sowjetischen Herrschaft.
1991/92 war Adams Mitglied der Verfassungsgebenden Versammlung der Republik Estland. Er gilt als Spiritus rector der 1992 verabschiedeten estnischen Verfassung, die bis heute in Kraft ist.
Von 1992 bis 2003 war Adams Abgeordneter des estnischen Parlaments (Riigikogu) in dessen 7., 8. und 9. Legislaturperiode. Seine Partei, die ERSP, ging 1995 in der konservativen Vaterlandsunion (Isamaaliit) auf.
Vom 8. November 1994 bis zum 17. April 1995 war Adams Justizminister in der kurzlebigen Koalitionsregierung von Ministerpräsident Andres Tarand.
Auch nach seinem Ausscheiden aus dem Parlament blieb Adams politisch aktiv. Von 2014 bis 2019 gehörte er der populistisch-liberal-konservativen Estnischen Freien Partei (Eesti Vabaerakond) an.